# Cap de Biarra

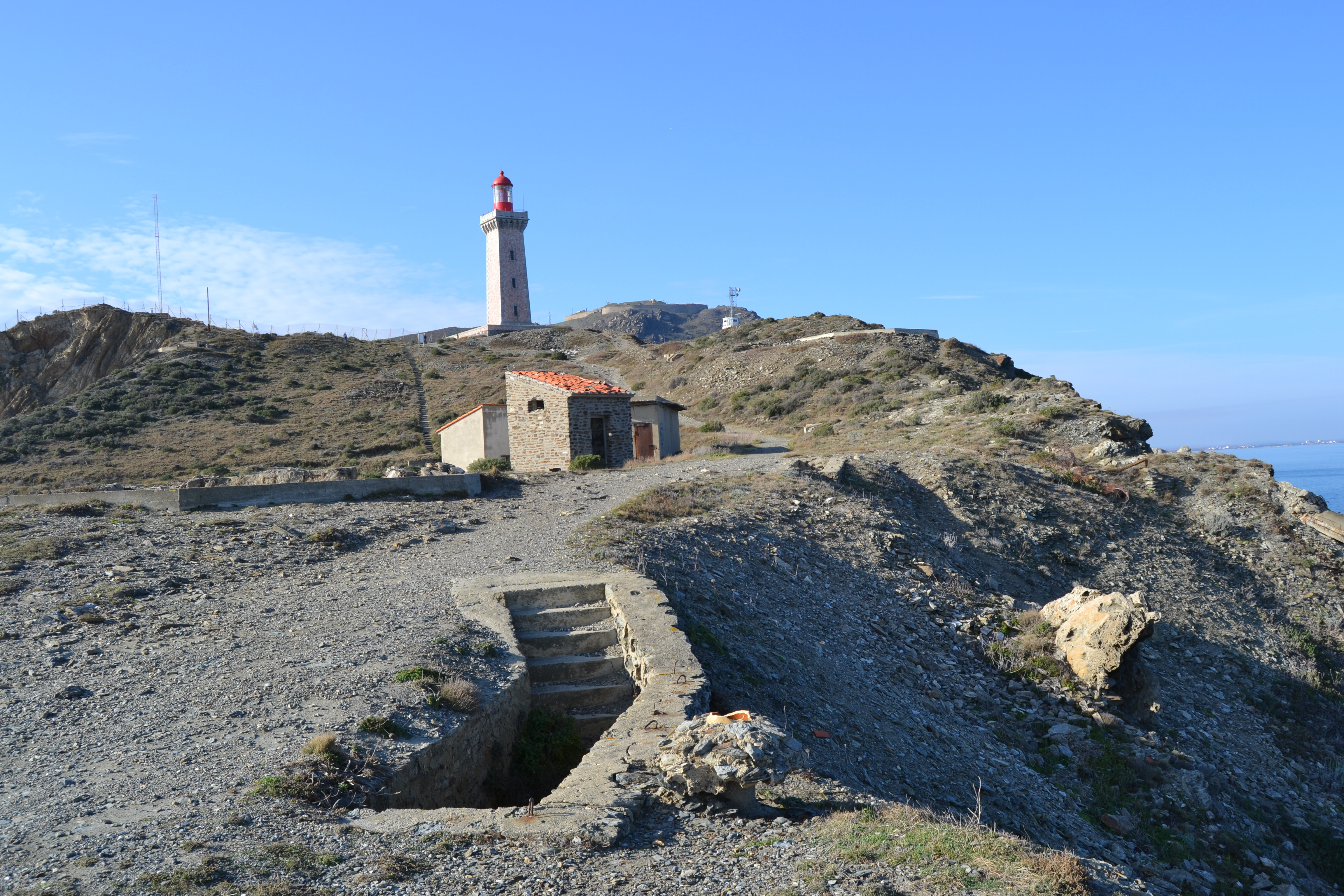
El Cap de Biarra i una de les seves bateries d'artilleria

El Cap de Biarra (afrancesat en "Cap Béar" per tal de posar un nom d'un lloc pretesament francès, el Bearn, a la Catalunya del Nord) és un cap de la costa de la Marenda, en el terme comunal de Portvendres, a la comarca del Rosselló.
Està situat a la zona nord-est del terme de Portvendres, 
És un lloc d'alt valor per als navegants i estratègic per als militars de l'època moderna i primera part de la contemporània, i per això s'hi van construir un far, un radiofar i un semàfor marítim i, terra endins, a 211 m d'altitud, el Fort de Biarra, actualment lloc de radioguiatge per a l'aviació. S'havia construït en el període 1879-1884.
Pel Cap de Biarra passa la ruta excursionista que va de Banyuls de la Marenda a Portvendres resseguint el Camí de Ronda.